# Сы (чжуинь)

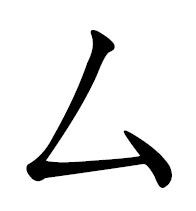
Сы

Сы — 21-я буква китайского алфавита чжуинь. В составе слога может быть только инициалью. В стандартном путунхуа образует 16 слогов. По вариабельности сочетаний с финалями слоги с инициалью «Сы» совпадают со слогами с инициалью «Цы» и, так же, как и у «Цы», в словарях, основанных на пиньине, восемь слогов стоят в разделе буквы «S» перед инициалями на буквы «Sh» и восемь после.
| ㄙㄚ — са      | ㄙㄞ — сай   | ㄙㄢ — сань   | ㄙㄤ — сан  |
| ㄙㄠ — сао     | ㄙㄜ — сэ    | ㄙㄣ — сэнь   | ㄙㄥ — сэн  |
| ㄙ — сы        | ㄙㄨㄥ — сун | ㄙㄡ — соу    | ㄙㄨ — су   |
| ㄙㄨㄢ — суань | ㄙㄨㄟ — суй | ㄙㄨㄣ — сунь | ㄙㄨㄛ — со |